# الجامعة التونسية للبيزبول والسوفتبول
الجامعة التونسية للبيزبول والسوفتبول (بالفرنسية: Fédération tunisienne de baseball et softball)‏ هي جامعة رياضية تونسية تأسست في 1920، تشرف على رياضة البيسبول والسوفتبول في تونس.

## أهداف
تهدف الجامعة إلى:
- تنظيم وتطوير ومراقبة ممارسة البيسبول والسوفتبول بمختلف أشكالها على التراب التونسي.
- إدارة وتنسيق أنشطة الجمعيات التي تضم الأعضاء الممارسين لالبيسبول والسوفتبول بمختلف أشكالها.
- الدفاع عن مصالح رياضة البيسبول والسوفتبول في تونس.

## المسيرون
- الرئيس: صابر جلاجلة
- نائب الرئيس المسؤول عن لعبة البيسبول: سليم فطناسي
- نائب الرئيس المسؤول عن لعبة السوفتبول: وسيلة رياحي
- الأمين العام: أحلام قنفالي
- أمين مال: هشام هواري
- الأعضاء: سفيان رياحي - شوقي عويط - محمد علوي - أحمد طالد - كوثر بلحاج محمد

## عضوية
وهي عضو بالاتحاد الدولي للبيزبول والسوفتبول والاتحاد الافريقى للبيزبول والسوفتبول
.

## مقالات ذات صلة
- البيسبول
- السوفتبول

## وصلة خارجية
- الموقع الرسمي للجامعة التونسية للبيزبول والسوفتبول.